# Dark Adrenaline
Dark Adrenaline (рус. «Тёмный адреналин») — шестой студийный альбом итальянской метал-группы Lacuna Coil, выпущен 23 января 2012 года на немецком лейбле Century Media. Продюсером альбома стал Дон Гилмор (Don Gilmore), работавший ранее с Linkin Park и Bullet for My Valentine. Альбом дебютировал в чарте Billboard 200 на пятнадцатом месте с начальными продажами 20 000 экземпляров. Кроме того, альбом вошёл в первую пятёрку на четырёх американских чартах: Rock Albums, Alternative Albums, Hard Rock Albums и Independent Albums. Альбом получил признание и в Европе, в шести странах альбом достиг позиций, до которых не поднимались предыдущие альбомы группы. Всего альбом вышел в 15 странах.
Первый сингл с альбома, «Trip the Darkness» вышел 17 октября 2011 года и ещё до выхода Dark Adrenaline песня была включена в саундтрек фильма «Другой мир: Пробуждение». Сингл «Fire» вышел 15 июня 2012 года.

## Список композиций
Слова и музыка всех песен — Lacuna Coil и Доном Гилмором, кроме «Losing My Religion», написанной R.E.M..
| №   | Название                                 | Длительность |
| --- | ---------------------------------------- | ------------ |
| 1.  | «Trip the Darkness»                      | 3:12         |
| 2.  | «Against You»                            | 3:51         |
| 3.  | «Kill the Light»                         | 3:35         |
| 4.  | «Give Me Something More»                 | 3:56         |
| 5.  | «Upsidedown»                             | 3:04         |
| 6.  | «End of Time»                            | 3:53         |
| 7.  | «I Don’t Believe in Tomorrow»            | 4:12         |
| 8.  | «Intoxicated»                            | 3:48         |
| 9.  | «The Army Inside»                        | 3:12         |
| 10. | «Losing My Religion» (R.E.M. cover)      | 3:42         |
| 11. | «Fire»                                   | 2:55         |
| 12. | «My Spirit»                              | 5:50         |
| 13. | «Soul Inmate (Bonus)»                    | 3:22         |
| 14. | «Dark Adrenaline (Japanese Bonus Track)» | 3:19         |

## Отзывы критиков
После выхода альбома многие музыкальные рецензенты положительно отозвались об альбоме, высоко оценив сочетание вокала Кристины Скаббии и Андреа Ферро. Альбом возвращал группу к своим корням, получился более готическим, нежели предыдущий долгоиграющий релиз группы Shallow Life. Allmusic дал альбому 4 звезды из 5 возможных и написал, что Dark Adrenaline «больше и смелее», чем Shallow Life. Также Allmusic описал альбом как «самая взрывная работа группы на сегодняшний день». About.com поставил альбому аналогичную оценку, а также отметил, что этот релиз порадует как новых, так и старых фанатов группы. Loudwire дал альбому четыре звезды и назвал песни «тёмными и мятежными», а вокал «безупречным».
Не осталась незамеченной песня «Losing My Religion», которая является кавером песни группы R.E.M.. Композиция получила широкое внимание среди критиков. About.com назвал эксперимент «рискованным», но сделал оговорку, что «получилось хорошо». Lsmedia назвал кавер «выдающимся и безумно броским», тогда как Rockstar Weekly обозначил его, как самый слабый трек на альбоме.

## Чарты
| Чарт                        | Место |
| --------------------------- | ----- |
| Belgian Ultratop (Wallonia) | 59    |
| Belgian Ultratop (Flanders) | 70    |
| Canadian Albums Chart       | 46    |
| Canadian Hard Rock Albums   | 3     |
| Dutch Albums Chart          | 79    |
| Finnish Albums Chart        | 34    |
| French Albums Chart         | 53    |
| German Albums Chart         | 36    |
| Italian Albums Chart        | 18    |
| Norwegian Albums Chart      | 82    |
| Spanish Albums Chart        | 77    |
| Swiss Albums Chart          | 53    |
| UK Albums Chart             | 48    |
| UK Rock Chart               | 4     |
| US Billboard 200            | 15    |
| US Alternative Albums       | 2     |
| US Rock Albums              | 5     |
| US Hard Rock Albums         | 2     |
| US Independent Albums       | 3     |

## Издания
- Regular Edition — обычная версия альбома, содержащая 12 треков.
- Regular Edition (Limited Edition) — лимитированное издание, которое содержит различные графические работы, нарисованные группой.
- Regular Edition + LP — обычная версия + LP.
- Digipack Edition — обычная версия альбома + DVD, упакованные в диджипак.
- Boxset Edition — лимитированное ЕС-издание, содержащее CD и DVD, коробка частично лакирована. Также сюда входит календарь Lacuna Coil на 2012/2013 годы и три значка, запакованные в пластиковый пакет.
- Darkest Adrenaline Super Deluxe Box Set Edition — ограниченное издание тиражом всего 500 экземпляров. Содержит винил, диджипак, 40-страничный фотоальбом, плакаты, наклейки, медиатор, литографические автографы, флаконы с чернилами (как на обложке альбома), шприц-ручка, упакованные в металлическую медицинскую коробку. Только для США.
- iTunes Edition — основные 12 треков с дополнительным материалом: «Soul Inmate», «Closer» (live on WCC), «Heavens a Lie» (live on WCC), «Within Me» (live on WCC), «I Won’t Tell You» (live on KXFX), «Spellbound» (on WBYR Second Visit), «Trip the Darkness» (видео).
- Hastings Edition — ограниченное издание тиражом 3000 экземпляров. Содержит стандартные 12 треков и бонусный CD, который включает в себя: «Our Truth» (взята из Karmacode), «Spellbound» (взята из Shallow Life), «Heaven’s a Lie» (взята из Comalies), «When a Dead Man Walks» (взята из Unleashed Memories), «Falling Again» (взята из In a Reverie), «Reverie» (взята из In a Reverie), «Distant Sun» (взята из Unleashed Memories), «Self-Deception» (взята из Comalies), «In Visible Light» (взята из Karmacode), «Swamped» (взята из Comalies). Также содержится купон на $5 для покупки любого CD группы в Гастингсе.

## Участники записи

### Основной состав
- Кристина Скаббия — женский вокал
- Андреа Ферро — мужской вокал
- Кристиано Мильоре — гитара
- Марко Биацци — гитара
- Марко Коти Дзелати — бас-гитара, клавишные
- Кристиано Моццати — ударные, перкуссия

### Приглашённые музыканты
- Марио Рисо — перкуссия

### Производство
- Дон Гилмор — написание песен, продюсирование
- Adam «Doom» Sewell — менеджмент
- Mark Kiczula — инженерия
- Marco D’Agostino — мастеринг
- Mark «Gus» Guy — менеджер по турам